# Latoszyn
Latoszyn – wieś uzdrowiskowa w Polsce położona w województwie podkarpackim, w powiecie dębickim, w gminie Dębica.
Jest miejscowością położoną na pograniczu dwóch jednostek fizyko-geograficznych: Kotliny Sandomierskiej i Pogórza Karpackiego. Geologicznie Latoszyn leży na granicy dwóch jednostek tektonicznych Zapadliska Przedkarpackiego oraz Karpat Zewnętrznych. Przez miejscowość Latoszyn przepływa potok Ostra. Jest to prawobrzeżny dopływ Wisłoki, którego źródła znajdują się w lasach Głobikowej. Podstawowy układ drogowy w Latoszynie stanowi droga krajowa nr 94 – zaliczana do szlaku międzynarodowego. Drugim pod względem ważności ciągiem komunikacyjnym w Latoszynie jest droga powiatowa nr 1301 "Dębica – Latoszyn – Braciejowa".
W latach 1954–1972 wieś należała i była siedzibą władz gromady Latoszyn. W latach 1975–1998 administracyjnie należała do województwa tarnowskiego.

## Historia
W 1287 książę krakowski Leszek Czarny nadał Latoszyn komesowi Czadrowi z rodu Gryfitów, który stał się protoplastą rodu Latoszyńskich.
Nazwę miejscowości w zlatynizowanej staropolskiej formie Lathoschyn wymienia w latach (1470–1480) Jan Długosz w księdze Liber beneficiorum dioecesis Cracoviensis Długosz wymienia również właściciela miejscowości Mikołaja Latoszyckiego.
Latoszyńscy byli w posiadaniu wsi do początku XVII w. W 1611 zmarł Józef Latoszyński, poseł na sejmy, właściciel wsi od 1581. W XVIII w. i w pierwszej połowie XIX stulecia Latoszyn był w posiadaniu Morskich, a w latach 80. XIX w. i na początku XX w. Morawskich. W końcu lat 20. XX w. majątek liczył 262 ha i jego właścicielem był Roman Balko.

## Uzdrowisko
Naturalne źródła mineralne były znane od bardzo dawna. Pisał o nich m.in. XVI-wieczny poeta Henryk Leciejewski. Ewaryst Andrzej, hrabia Kuropatnicki w wydanej po raz pierwszy w 1786 r. „Geografii (...) Galicyi i Lodomeryi” podawał, iż jest to wieś ...wybornemi, mineralnemi wodami sławna, żadnego jednak nie masz około nich rozrządzenia, luboć przy drodze murowanej od Wiednia do Lwowa (...) leżą. Dopiero w połowie XIX wieku powstał przy źródłach zakład zdrojowo-kąpielowy, zniszczony podczas I wojny światowej.
W 1932 za sprawą Wacława Krawczyka z Dębicy powstał nowy zakład leczniczy, a później kilka pensjonatów. Był to początek uzdrowiska, cieszącego się dużą popularnością. Leczono tu przede wszystkim choroby reumatyczne poprzez kąpiele siarczane i okłady borowinowe.
Kres uzdrowiska nastąpił w latach 1944–1945, w wyniku działań wojennych łazienki zostały zniszczone, a źródła zasypane. Po wojnie wykonano nowe odwierty. Badania wykazały, iż latoszyńskie zdroje są wartościowe pod względem zawartości składników mineralnych. W 1990 tutejsze wody zostały oficjalnie uznane za lecznicze. W 2012 sołectwu Latoszyn i sołectwu Podgrodzie został nadany status obszaru ochrony uzdrowiskowej ("Obszar Ochrony Uzdrowiskowej Latoszyn"). W 2018 wznowiono tutaj lecznictwo i eksploatację wód mineralnych.

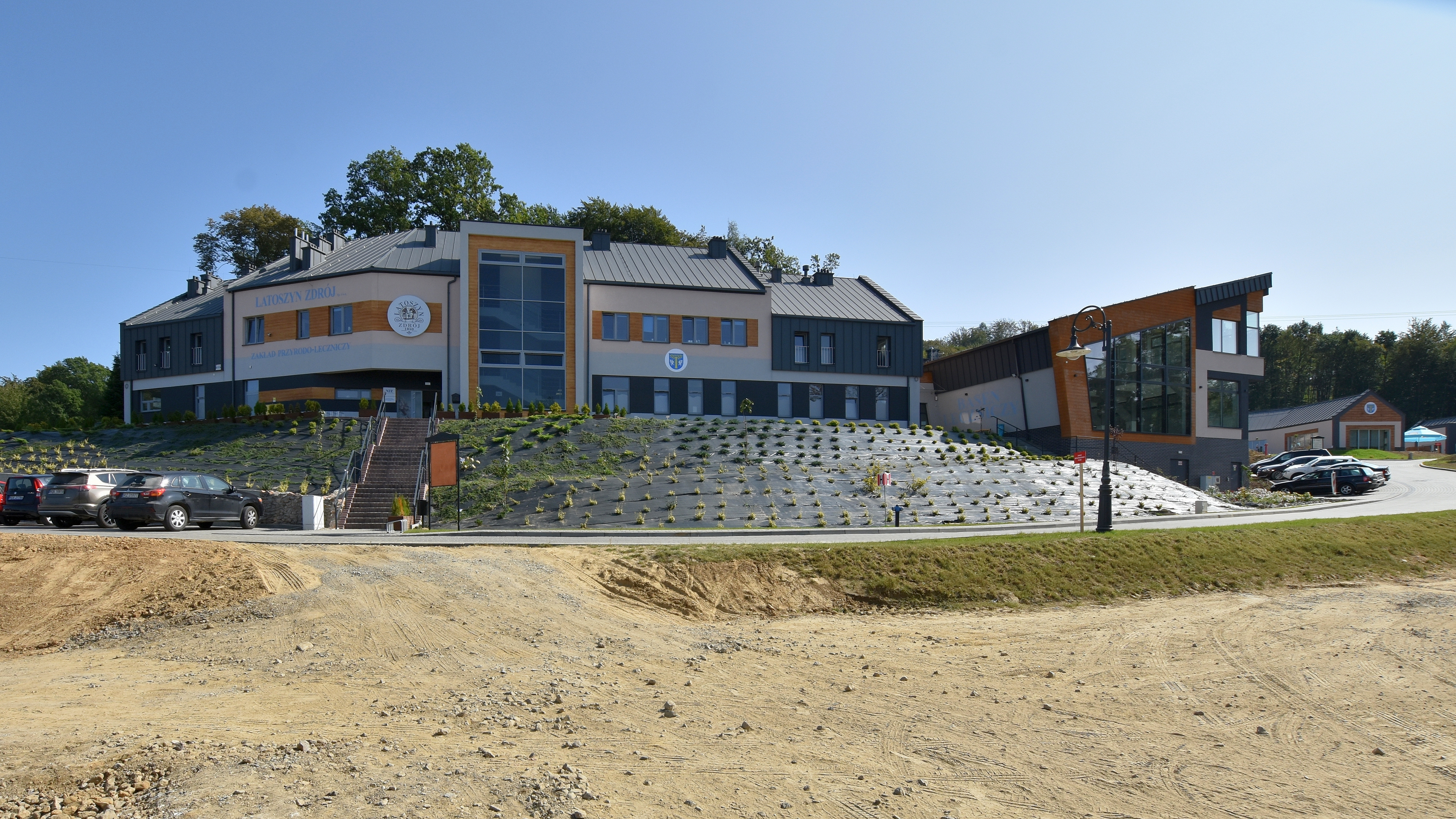
Dom Zdrojowy
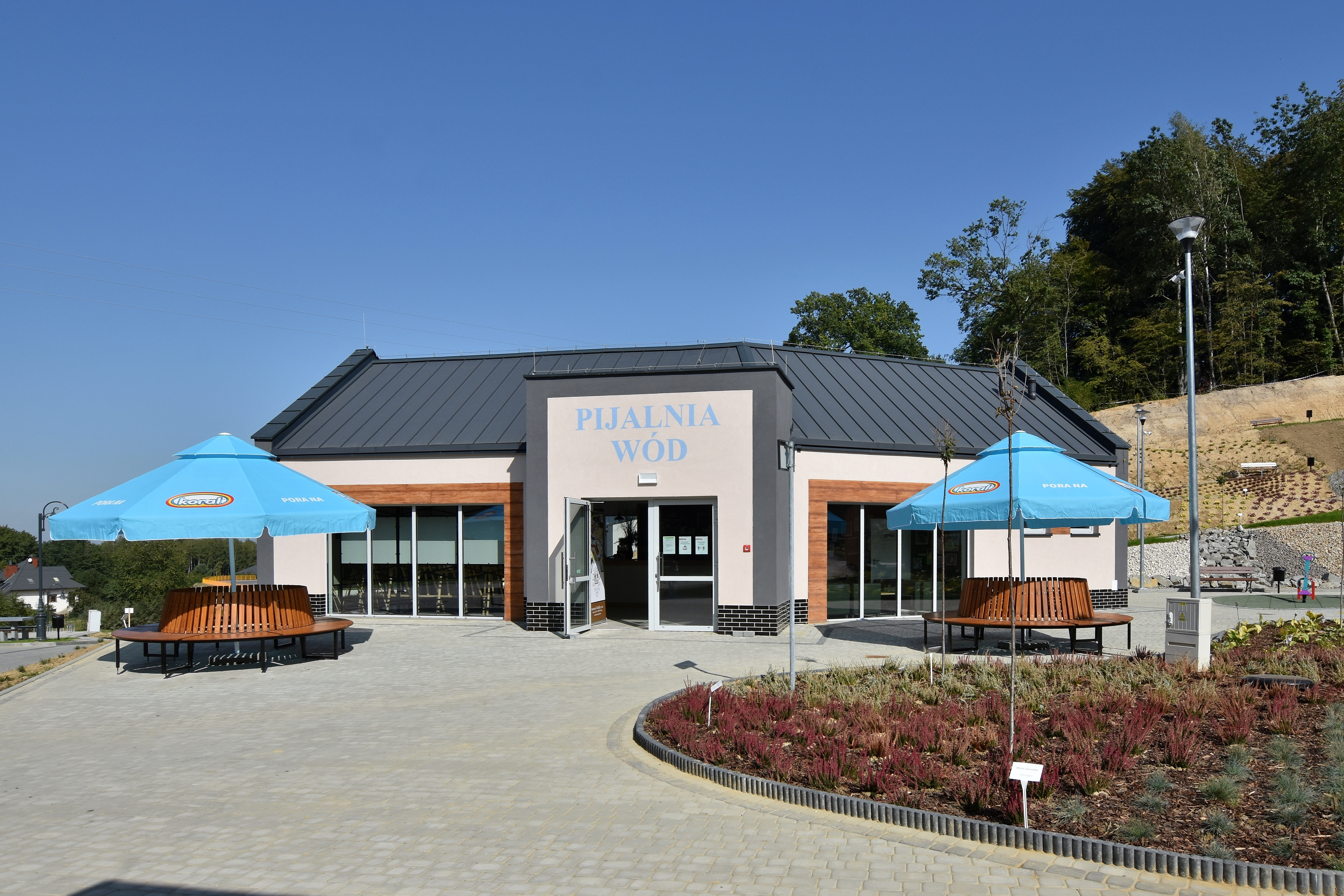
Pijalnia wód mineralnych
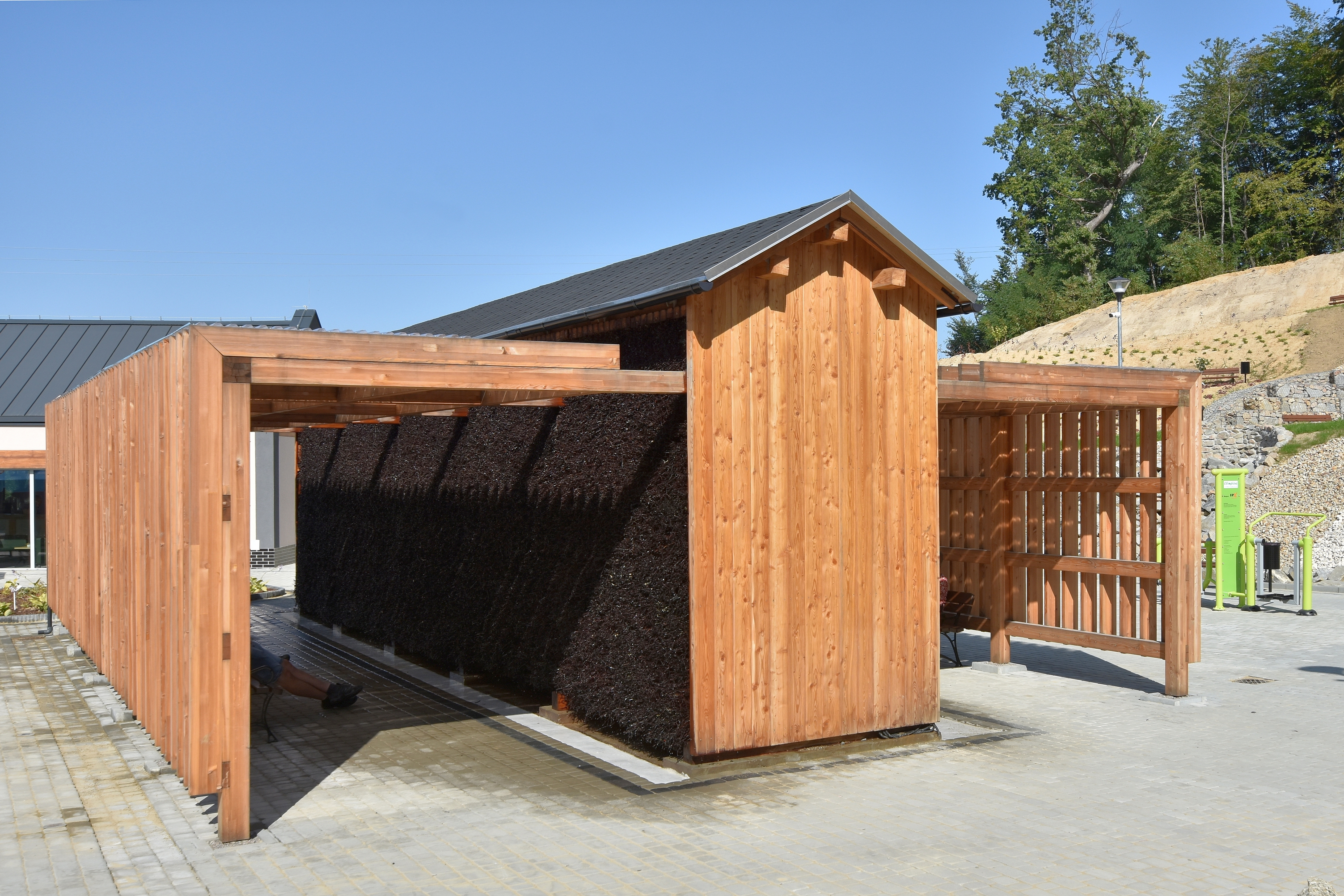
Tężnia

Na mocy rozporządzenia Rady Ministrów z dnia 27 października 2022 sołectwu Latoszyn oraz sołectwu Podgrodzie został nadany status uzdrowiska, które otrzymało nazwę „Uzdrowisko Latoszyn”.

## Części wsi
| SIMC    | Nazwa    | Rodzaj    |
| ------- | -------- | --------- |
| 0818261 | Dół      | część wsi |
| 0818278 | Góra     | część wsi |
| 0818284 | Łazienki | część wsi |
| 0818290 | Wolica   | część wsi |

## Zabytki
- Ruiny renesansowej wieży mieszkalnej z XVI w. wzniesionej na skarpie nad Wisłoką na terenie dawnego zespołu dworskiego. Wieża przetrwała jako piętrowy budynek zbudowany z cegły na planie prostokąta, przykryty dwuspadowym dachem. Na każdej kondygnacji znajdowało się jedno pomieszczenie. Parter posiada sklepienie kolebkowe. Po wybudowaniu nowego dworu wieża pełniła rolę lamusa. W połowie XX w. wokół wieży były dostrzegalne jeszcze fortyfikacje ziemne, ale obecnie są one nieczytelne. Nr rej.: A-231 z 14.10.1980 i z 20.10.1994
- Dwór z końca XIX w. z dobudowanym skrzydłem w 2 poł. XX w.
- Park krajobrazowy z końca XVIII w. z aleją grabową
- Kapliczka z napisem Roman Balka i datą 1909

## Znane osoby
- Z Latoszyna pochodził Jan Latoszyński kanonik krakowski, doktor dekretów i rektor Akademii Krakowskiej, zmarły w 1494[6].
- 15 stycznia 1880 w Latoszynie urodził się Alfred Spett, pułkownik saperów Wojska Polskiego.